# Intencionalidade coletiva
Na filosofia da mente, intencionalidade coletiva caracteriza o intencionalidade e isso ocorre quando dois ou mais indivíduos realizam uma tarefa juntos. Exemplos incluem dois indivíduos carregando uma mesa pesada para cima de um lance de escadas ou dançando um tango.
Esse fenômeno é abordado a partir de perspectivas psicológicas e normativas, entre outras. Filósofos proeminentes que trabalham de maneira psicológica são Raimo Tuomela, Kaarlo Miller, John R. Searle e Michael E. Bratman. Margaret Gilbert adota uma abordagem normativa que trata especificamente da formação de grupos. David Velleman também se preocupa com a forma como os grupos são formados, mas seu relato carece do elemento normativo presente em Gilbert.
A noção de que os coletivos são capazes de formar intenções pode ser encontrada, implícita ou explicitamente, na literatura que remonta a milhares de anos. Por exemplo, textos antigos como a República de Platão discutem a determinação cooperativa das leis e da ordem social pelo grupo composto pela sociedade como um todo. Este tema foi posteriormente expandido para a teoria do contrato social por filósofos da era do Iluminismo, como Thomas Hobbes e John Locke. No século XX os gostos de Wilfrid Sellars e Anthony Quinton notaram a existência de "Nós-Intenções" em meio a uma discussão mais ampla do conceito de intencionalidade e, assim, estabeleceram as bases para a análise filosófica focada da intencionalidade coletiva que começou no final da década de 1980.